# Festuca queriana
Festuca queriana là một loài thực vật có hoa trong họ Hòa thảo. Loài này được Litard. mô tả khoa học đầu tiên năm 1936.